# 靜岡朝日電視台
株式會社靜岡朝日電視（日语：／ Shizuoka Asahi Terebi */?），通稱靜岡朝日電視台，簡稱SATV，是日本的一家以靜岡縣為放送地域的電視台。靜岡朝日電視台開播于1978年7月1日，是靜岡縣的第三家民營電視台，最初名為靜岡縣民放送，自1993年10月1日起使用現名。靜岡朝日電視台是朝日電視台聯播網ANN的成員，呼號為JOSI-DTV，遙控器號碼是5頻道。

## 資本構成
下表列出2015年3月31日時靜岡朝日電視台的主要股東:325：
| 資本金   | 發行股份總數 | 股東數 |
| -------- | ------------ | ------ |
| 10億日元 | 20,000股     | 18     |

| 股東           | 持股數  | 比例   |
| -------------- | ------- | ------ |
| 朝日電視台     | 3,980股 | 19.90% |
| 朝日新聞社     | 3,980股 | 19.90% |
| 文化工房       | 2,350股 | 11.75% |
| 中日新聞社     | 2,300股 | 11.50% |
| 日本經濟新聞社 | 2,000股 | 10.00% |
| 名古屋電視台   | 1,440股 | 07.20% |

## 歷史
1967年，郵政省開放UHF頻率用於無線電視使用，開啟了日本大都市圈以外地區申請設立第二家民營電視台的浪潮:235-236。靜岡縣第二家民營電視台靜岡電視台也在1968年11月開播:236。而圍繞第三家民營電視台的設立則出現了朝日新聞勢力（中日新聞、日經新聞亦是同一陣營）對陣讀賣新聞勢力（靜岡新聞亦同）的局面:239。同時靜岡縣第一大都市、日本電視之父高柳健次郎出身地的濱松市亦積極展開新電視台總部設在濱松市的活動，並得到朝日新聞和中日新聞的協力:240-241。
1973年，郵政省發布頻道計劃修正案，靜岡縣得以開設第三家民營電視台，也更加劇了朝日新聞和讀賣新聞兩大陣營之間的競爭:242。最終由多達274家業者申請獲得靜岡縣的第三家民營電視台執照，其中朝日新聞系的申請佔近150件:246。面對兩大陣營激烈對立的情況，郵政省邀請靜岡縣政府出面撮合這些申請整合為一，但靜岡縣政府則認為唯一的解決方式是發放第四家民營電視台執照:247。郵政省雖然最初拒絕了靜岡縣政府的方案，但由於靜岡縣政府表示若不滿足條件就拒絕調停朝日、讀賣兩大陣營的紛爭，郵政省被迫讓步:248。靜岡縣政府同意調停朝日、讀賣雙方，調停內容包括新設的第三家民營電視台發起人由朝日、讀賣各佔6人，另有1人是中立方，並同時開設第四家電視台:248。朝日、讀賣雙方均同意這一方案，在1976年9月共同舉辦第一屆發起人會，並在9月14日以「靜岡縣民放送」名義向郵政省提交電視執照申請書，24日獲得預備執照:251。這一方式被稱為「靜岡方式」，之後亦應用在其他縣出現不同陣營圍繞民營電視台執照互不相讓的情況:251。在1976年11月9日舉辦的第四次發起人大會上，各方同意在11月20日之前正式設立靜岡縣民放送；並在靜岡縣第四家民營電視台執照確定頒發後，該陣營立刻辭去靜岡縣民放送的董事和監事職務，將持有股份讓渡給對方陣營:254。同月朝日新聞社在靜岡市內購得一閒置大樓，並提出將該大樓作為靜岡縣民放送總部大樓使用的方案。與之相對的是讀賣一方則是另外購買土地興建新大樓，耗時比朝日新聞的方案要長。而這也成為之後朝日新聞社獲得靜岡縣民放送經營主導權的關鍵因素:258-259。1978年4月，朝日和讀賣雙方達成協議，靜岡縣民放送下設第一事業本部和第二事業本部；第一事業本部由朝日新聞社和朝日電視台負責運營和人事，主管靜岡縣民放送的業務；第二事業本部由讀賣新聞社和日本電視台負責運營和人事，主管靜岡縣第四家民營電視台的開設準備業務；日本電視台和朝日電視台各佔靜岡縣民放送播出節目的半數；靜岡縣第四家民營電視台開播之後，讀賣新聞將其持有的靜岡縣民放送45.2%的股份轉讓給朝日新聞社，並辭去所有董事職務:262-264。兩者之爭以朝日一方取得了靜岡縣民放送的經營主導權，但至靜岡縣第四家民營電視台開播為止，靜岡縣民放送同時加入朝日和讀賣雙方的電視聯播網告終:264。同年6月15日，靜岡縣民放送開始進行試播:41。
1978年7月1日早晨6時28分，靜岡縣民放送正式開始播出:41。當時靜岡縣民放送在節目中並非使用正式公司名，而是使用「靜岡縣民電視台」（静岡けんみんテレビ，簡稱SKT）這一名稱。在開播當月，靜岡縣民電視台創下1.2億日元營業額的記錄，也是當時地方電視台新台開播時的記錄:65。開播第一年，靜岡縣民電視台是日本電視台聯播網（NNN和NNS）和朝日電視台聯播網（ANN）的跨網台，同年靜岡縣民電視台覆蓋了靜岡縣96%的家庭:52-53。據靜岡縣民電視台委託Video Research進行的調查，1979年2月時，靜岡縣民電視台的黃金時段（19時至22時）平均收視率為14.9%，超過靜岡電視台，排名第二；晚間時段（19時至23時）平均收視率為14.9%，排名第三；全日平均收視率為7.1%。同樣排名第三。但在同年4月，靜岡縣民電視台黃金時段收視率達16.7%、晚間時段達16.6%、全日達7.8%，均超過靜岡電視台，排名第二:62-63。
在開播一週年的1979年7月1日，隨著靜岡第一電視台開播，靜岡縣民電視台退出日本電視台的聯播網，讀賣新聞及日本電視台也退出靜岡縣民電視台經營:73-74。據1979年10月的收視率調查，靜岡縣民電視台在黃金時段、晚間時段、全日均排名第三位，僅次於靜岡放送和靜岡電視台，高於靜岡第一電視台:79-80。1979年度，靜岡縣民電視台首次實現盈利:80-81。1982年，靜岡縣民電視台協助朝日電視台高收視電視劇《西部警察》在靜岡縣內取景，引發靜岡縣各地民眾圍觀:95-96。1982年，靜岡縣民電視台實施8%的股票分紅，是設立以來第一次股票分紅:96-97。1989年，靜岡縣民電視台導入了衛星新聞轉播（SNG）系統:146-147。1990年，靜岡縣民電視台開始播出立體聲節目:156-157。翌年靜岡縣民電視台首次製作高畫質電視節目:166-167。
1993年，靜岡縣民電視台時任社長大倉文雄提出了在五年內實現「變更公司名」、「建設新總部」、「更新主控室」的三大目標:177。同年靜岡縣民電視台公開徵集新公司名，並在「靜岡朝日電視台」「東海朝日電視台」「中部朝日放送」三個最終方案中決定選擇靜岡朝日電視台作為新公司名:178-183。1993年10月1日，靜岡縣民電視台正式更名為靜岡朝日電視台:186-187。翌年4月，靜岡朝日電視台在靜岡市東町購買土地，開始準備修建新總部:191-192。1996年2月，靜岡朝日電視台決定採用竹中工務店的方案修建新總部。該建築是日本第一個採用免震構造修建的電視台總部，共有6層，總樓面面積5,782平方公尺:210。1998年3月31日，靜岡朝日電視台新總部竣工:228-229。7月1日開始，靜岡朝日電視台從新總部播出節目:230-232。同年4月19日，靜岡朝日電視台成立工會，是靜岡縣第二家設立工會的電視台:228。
2005年11月1日，靜岡朝日電視台開始播出數位電視訊號，並在2011年7月24日停播類比電視訊號。靜岡朝日電視台的年輕員工在2015年創建了網路電視台SunSetTV，製作原創節目以吸引新觀眾。2018年9月，靜岡朝日電視台在總部鄰接地修建的別館竣工。

## 節目
自開播第一天開始，靜岡縣民電視台就播出了自製的地方新聞節目:42。1979年4月，靜岡縣民電視台在日本第9屆統一地方選舉時首次播出選舉特別節目:61-62。1980年8月16日靜岡市中心發生瓦斯爆炸事故時，靜岡縣民電視台首次播出報道特別節目:88-89。1981年4月，靜岡縣民電視台將傍晚地方新聞節目改名為《晚間新聞5:30》，節目時長也延長至30分:91。1989年，靜岡縣民電視台開播《SKT 600 Station》節目，同時啟用了新的新聞攝影棚:150-151。2000年開始，靜岡朝日電視台在週一至週五傍晚播出的帶狀新聞資訊節目是《Tobbikiri!靜岡》。該節目從2019年開始在週六上午播出週六版。
1980年開始，靜岡縣民電視台每週六早晨播出自製資訊節目《早安靜岡》。該節目曾穩定獲得10%以上的收視率，是播出長達20年的長壽節目:82。1987年，靜岡縣民電視台在週一至週五晨間開始播出自製帶狀資訊節目《早上了！靜岡》:126-127。該節目在1990年時穩定取得超過5%的收視率，最高收視率記錄曾達9.7%:155-156。該節目在1992年播畢:169-170。
靜岡縣民電視台在開播初期曾在週一至週五午後製作40分的帶狀綜藝節目《你好縣民攝影棚》（チャオけんみんスタジオ），北野武曾每週出演一次該節目:56-57。1983年開始播出的《住宅110》（住まいの110番）及其後身《Enjoy DIY》介紹改善住宅環境的方法，兩節目合計數是播出長達34年的長壽節目:102-103。1994年4月，靜岡朝日電視台開始在黃金使得每月播出一次自製綜藝節目《這就是靜岡決定版》（これが静岡決定版），介紹靜岡各地的新鮮資訊，在開播當年獲得11.5%的平均收視率:195。2019年開始，靜岡朝日電視台在每週二深夜播出自製綜藝節目《霜降明星的あてみなげ》，並且銷售該節目至ANN聯播網的部分電視台和一些獨立台播出。該節目的前身是網路電視「SunSetTV」節目《霜降明星的Papayupayupayu》。
靜岡縣民電視台在開播後20天就轉播了全國高等學校棒球錦標賽在靜岡縣的預選賽:53-55。1988年開始，靜岡縣民電視台獨家壟斷播出全國高等學校棒球錦標賽靜岡縣預選賽因朝日新聞社是駿府馬拉松的主辦單位:139-141，靜岡縣民電視台自1980年開始轉播駿府馬拉松:60-61。因靜岡縣有「足球王國」之稱，靜岡朝日電視台在1993年J聯賽開幕之後每週播出J聯賽專題節目《ViVa!J聯賽》（ViVa!Jリーグ）:187-189。該節目在1996年改名為《體育天國》，成為綜合性體育新聞節目，在每週五深夜播出。

## 註释
1. ↑  朝日電視台集團成員

## 外部連結
- 靜岡朝日電視台
- 靜岡朝日電視台宣傳部【官方】的X（前Twitter）（2010年7月 - ）
- 靜岡朝日電視台新聞的X（前Twitter）（2018年10月 - ）
- 靜岡朝日電視台的Facebook專頁
- 【官方】靜岡朝日電視台５ch的Instagram帳戶
- YouTube上的靜岡朝日電視台官方頻道
- SunSetTV （页面存档备份，存于）